# 域菲街
域菲街（英語：Wakefield Street）是澳洲南澳州阿德萊德的一條貫穿市中心的東西向大道。該道路穿過市中心的維多利亞廣場，向東延續為域菲道（Wakefield Road），穿過阿德萊德環城公園東部。

## 概述
街道東始東邊臺，西至維多利亞廣場，是阿德萊德市中心中部貫穿維多利亞廣場的三條街道之一（另外兩條是高志街及英皇威廉街）。這三條街道也是市中心最寬的街道，寬2鏈（130英尺；40）。域菲街的西端繼續穿過維多利亞廣場，轉為高志街，延伸至西邊臺。域菲街的東端延續為域菲道，穿過阿德萊德環城公園，直至城市環路的大英迴旋處。域菲道在迴旋處東側延續為堅盛頓道。

## 主要建筑
- 聖方濟沙勿略主教座堂
- 阿德萊德猶太人大屠殺博物館（英语：Adelaide Holocaust Museum and Andrew Steiner Education Centre）
- 聖睿思書院（英语：St Aloysius College, Adelaide）
- 南澳州警察（英语：South Australia Police）市分局
- 域菲酒店[2]
- 南澳州都會消防處（英语：South Australian Metropolitan Fire Service）
- 南澳州男童院（英语：Our Boys Institute）
- 基督徒弟兄書院（英语：Christian Brothers College, Adelaide）
- 各各他域菲醫院（英语：Calvary Wakefield Hospital）（已拆除）

## 主要路口
| 地點                                       | km   | mi   | 接點                     | 備註         |
| ------------------------------------------ | ---- | ---- | ------------------------ | ------------ |
| 阿德萊德市中心                             | 0    | 0.0  | 維多利亞廣場、英皇威廉街 | 延續為高志街 |
| 阿德萊德市中心                             | 0.2  | 0.12 | 高勒坊                   |              |
| 阿德萊德市中心                             | 0.55 | 0.34 | 普特尼街                 |              |
| 阿德萊德市中心                             | 0.75 | 0.47 | 夫倫街                   |              |
| 阿德萊德市中心                             | 1.1  | 0.68 | 克街                     |              |
| 阿德萊德市中心                             | 1.2  | 0.75 | 東邊臺                   |              |
| 1.000英里＝1.609公里；1.000公里＝0.621英里 |      |      |                          |              |